# Sjömanskyrkan Stockholm

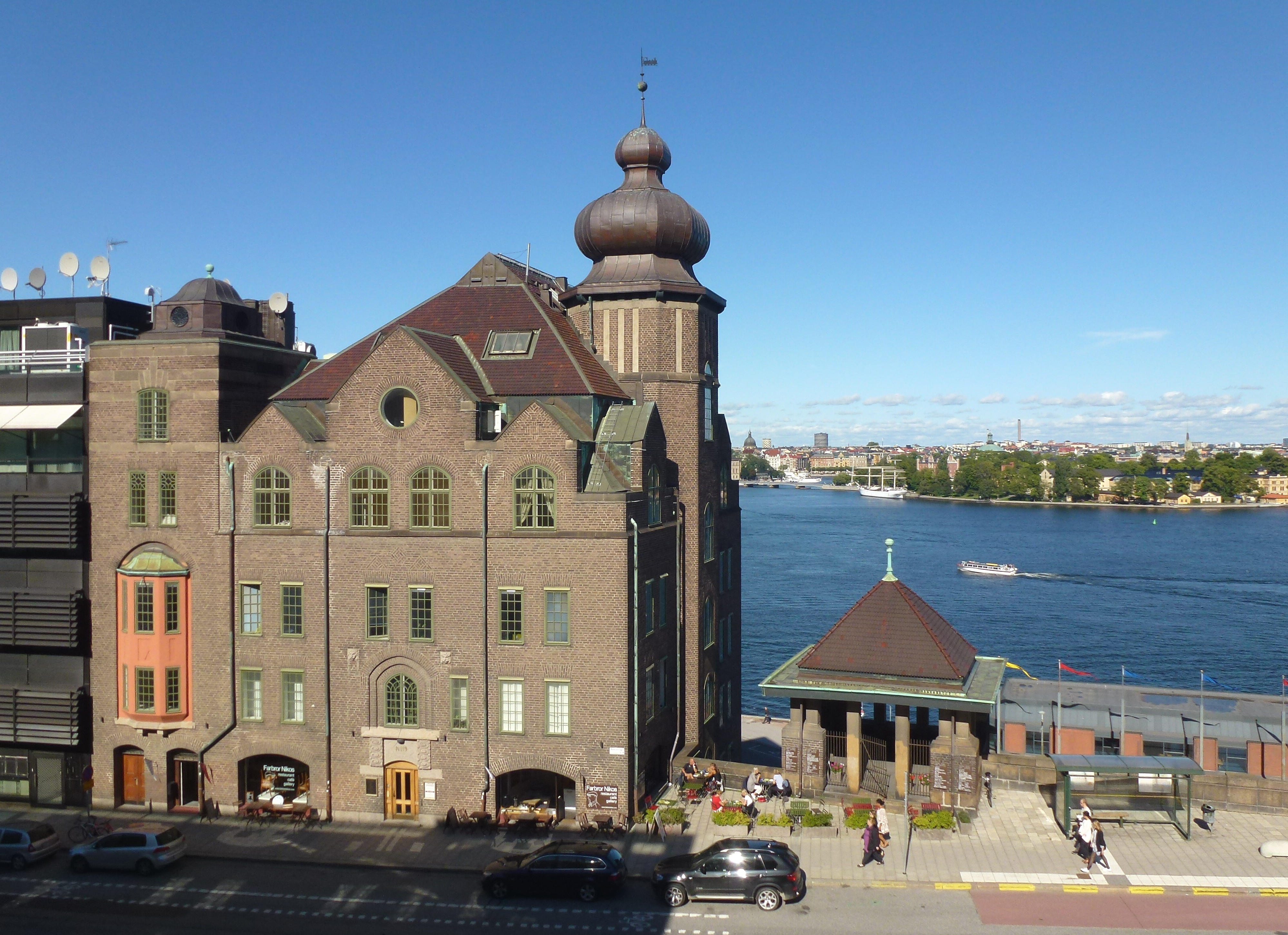
Sjömansinstitutets hus

Sjömanskyrkan Stockholm är en stiftelse som grundades år 1917 i ett led att hjälpa blottställda sjömän med mat, logi och kläder. Sjömanskyrkan finns nu i Gamla Prästgården på Lövlundsvägen 28 i Nynäshamn. 
Sjömanskyrkan i Stockholm hör till Oscars församling. Sjömanskyrkans huvuduppgifter är diakonalt arbete och uppsökande verksamhet i form av fartygsbesök i Stockholms, Nynäshamns och Södertäljes hamnar.  
Sedan år 1942 fanns Stockholms sjömanskyrka i Sjömansinstitutets hus vid Katarinavägen 19. År 2008 lämnade kyrkan lokalerna vid Katarinavägen och flyttade till Stockholms frihamn där man har ett litet kapell. Kyrkan utgav tidigare även tidningen Med sjömän i hamn. i September År 2019 så flyttade Sjömanskyrkan till sin nuvarande adress i Nynäshamn för närheten till Norviks hamn samt byggde en ny lokal ute på Kaknäs där de samarbetar med Sjöfartsverket med Sjömanservice till sjömän ombord och iland.
I februari 2015 föreslog biskop Eva Brunne att de kristna symbolerna i Sjömanskyrkan tillfälligt skulle flyttas och att man skulle märka ut böneriktningen mot Mecka. Syftet var att kyrkorummet skulle göras mer tillgängligt för alla.. Förslaget möttes av omfattande kritik och genomfördes aldrig.